# سوداستاربوتن
سودْاِسْتارْبُوتِّن (فنلاندی: Suupohjan rannikkoseutu) زیرمجموعه اوستروبوتنیا و یکی از ناحیه‌ها در فنلاند از سال ۲۰۰۹ است.

## شهرداری‌ها
| نشان ملی                    | شهرداری             |
| --------------------------- | ------------------- |
| Kaskisten vaakuna           | کاسکینن (شهر)       |
| Kristiinankaupungin vaakuna | کیریستین‌استاد (شهر) |
| Närpiön vaakuna             | نارپس (شهر)         |